# Чорногорський ВТТ
Чорногорський ВТТ (рос. ЧЕРНОГОРСКИЙ ИТЛ, Черногорскстрой, Черногорлаг) — виправно-трудовий табір ГУЛАГ в м.Чорногорську з 10.11.50 до 09.06.53 .

## Підпорядкування
- ГУЛПС (рос. Главпромстрой) з 10.11.50;
- ГСНС (рос. Главспецнефтестрой, Головне управління таборів з будівництва нафтопереробних заводів і підприємств штучного рідкого палива) з 06.10.51;
- ГУЛАГ МЮ з 02.04.53.

## Виконувані роботи
- буд-во Чорногорського з-ду гідрування смоли МНП ,
- буд-во ТЕЦ ,
- 16.04.52 організована проектна група ін-ту «Гипронефтестрой»,
- виготовлення розбірних дерев'яних бараків ,
- робота на цегел. і рем.-мех. з-дах,
- буд-во будинку культури ,
- робота на кам'яному кар'єрі,
- с/г роботи,
- буд-во Назаровського вугільного розрізу,
- лісозаготівлі